# Ilercavones

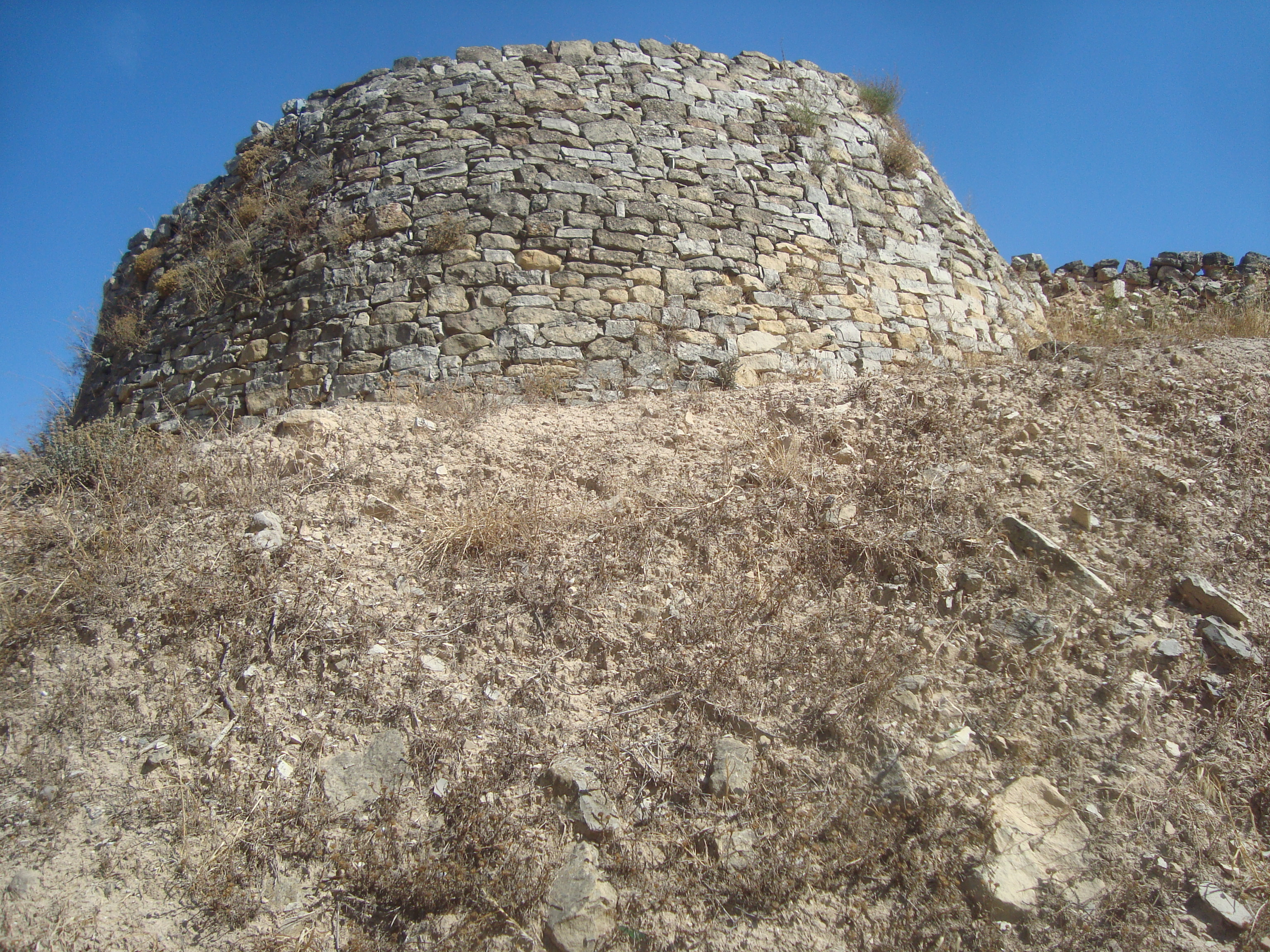
Yacimiento arqueológico del poblado ibérico del Coll del Moro de Gandesa (Tarragona)

Los ilercavones eran un pueblo ibero que ocupó el territorio final del Ebro. Su territorio se extendía por el sur de la actual provincia de Tarragona, el norte de la provincia de Castellón y  el oriente de la provincia de Teruel (España). Probablemente estuvieran relacionados con los ilergetes, sus vecinos por el noroeste en la cuenca del Ebro.
Hay noticias suyas a partir del siglo III a. C. y son nombrados varias veces por los historiadores antiguos que relatan la historia de la llegada de los romanos a la península. La Iilercavonia es nombrada todavía en documentos medievales. Se conocen yacimientos importantes como el Castellet de Banyoles en Tivisa y "El Coll del Moro" en Gandesa los más destacados. Existían poblados en Tortosa, debajo del actual Parador del Castillo de la Suda. También en la población de Miravet, todavía se encuentran restos en la parte inferior del Castillo de los templarios de dicha población. 
Fueron romanizados igual que buena parte de la península ibérica, y aunque conservaron sus raíces, con el tiempo se fueron diluyendo dentro del Imperio romano, elemento que lo observamos claramente en la adquisición del latín como lengua vehicular.